# Un tassì per Tobruk
Un tassì per Tobruk (Un taxi pour Tobrouk) è un romanzo di René Havard. Dal libro è stato tratto nel 1961 un film omonimo (in italiano Un taxi per Tobruk), di Denys de La Patellière.
La storia si svolge durante la seconda guerra mondiale (dal 14 ottobre 1942 al 3 aprile 1943) sulla costa nordorientale dell'Africa, in Cirenaica (fra gli odierni Libia ed Egitto). L'azione si svolge principalmente nell'oasi di Tazerbo. Il protagonista, il sottotenente François Barandier dell'esercito di liberazione francese, è al comando di una squadra che compie diverse azioni di sabotaggio contro le truppe tedesche. Inseguiti dai nemici attraverso il deserto, riescono a catturare un mezzo nemico e fare prigioniero il pilota, che dovrà condurli fino a Tobruch. Il viaggio diventerà un'odissea a cui non sopravviverà quasi nessuno del gruppo.
Nel film la canzone "La marche des anges" di Charles Aznavour e George Garvarentz.